# Carola Beuermann
Carola Beuermann ist eine deutsche Juristin und Rechtsanwältin aus Genthin. Von 2000 bis 2007 war sie Richterin am Landesverfassungsgericht von Sachsen-Anhalt.

## Beruflicher Werdegang
Die Juristin ist als Rechtsanwältin in der gleichnamigen Kanzlei in Genthin tätig.
Am 10. November 2000 wählte der Landtag von Sachsen-Anhalt sie für sieben Jahre zum stellvertretenden Mitglied am Landesverfassungsgericht von Sachsen-Anhalt.